# Dolní Břežany
Dolní Břežany település Csehországban, Nyugat-prágai járásban. Dolní Břežany Zlatníky-Hodkovice, Prága, Zvole, Libeř és Ohrobec településekkel határos. Lakosainak száma 4694 fő (2024. január 1.).

## Népesség
A település lakosságának változását az alábbi diagram mutatja:
| Lakosok száma | 753  | 849  | 926  | 1075 | 1102 | 1444 | 3896 | 4104 | 4380 | 4694 |
|               | 1869 | 1890 | 1921 | 1950 | 1980 | 2001 | 2017 | 2019 | 2022 | 2024 |